# Regiunea Agnéby
Regiunea Agnéby este una dintre cele 19 unități administrativ-teritoriale de gradul I ale statului Coasta de Fildeș.